# Зверево
Зверево (на руски: Зверево) е град, разположен в Ростовска област, Русия. Населението му към 1 януари 2018 година е 19 045 души.